# Psaliodes variegata
Psaliodes variegata är en fjärilsart som beskrevs av William Schaus 1901. Psaliodes variegata ingår i släktet Psaliodes och familjen mätare. Inga underarter finns listade i Catalogue of Life.